# Ponometia indubitans
Ponometia indubitans là một loài bướm đêm trong họ Noctuidae.